# Sommer-PL 2016
Sommer-PL 2016 er de 15. paralympiske lege og afholdes i perioden 7. – 18. september 2016 i Rio de Janeiro. Der er tale om et sportstævne med 23 sportsgrene inden for handicapidrætten. De paralympiske lege 2016 finder sted kort efter de olympiske lege 2016 og afholdes i lighed med de seneste tilsvarende stævner i samme by, hvorfor faciliteterne fra dette stævne i stor udstrækning anvendes til de paralympiske lege. Således vil såvel åbnings- som afslutningsceremonien finde sted på Maracanã Stadion, hvor de tilsvarende ceremonier til OL fandt sted.

## Deltagende nationer
Der deltager omkring 65 nationer ved sommer-PL 2016
| Deltagende nationer |
| --- |
| - Afghanistan (1) - Albanien - Algeriet (60) - Angola (4) - Argentina (84) - Armenien (2) - Aruba (1) - Australien (177) - Aserbajdsjan (25) - Bahrain (2) - Belgien (24) - Benin (1) - Bosnien-Hercegovina (14) - Botswana (1) - Brasilien (278) (vært) - Bulgarien (7) - Burkina Faso (1) - Myanmar (2) - Burundi (1) - Cambodja (1) - Cameroun (1) - Canada (6) - Centralafrikanske Republik (1) - Chile (14) - Colombia (39) - Cuba (7) - Cypern (2) - Danmark (21) - Demokratiske Republik Congo (2) - Djibouti - Den Dominikanske Republik (2) - Ecuador (5) - Egypten (45) - Elfenbenskysten (5) - El Salvador (1) - Estland (6) - Etiopien (5) - Filippinerne (5)* Finland (1) - Fiji - Forenede Arabiske Emirater (-) - Frankrig (126) - Færøerne (1) - Gabon (1) - Gambia (1) - Georgien (5) - Grækenland (54) - Guatemala (1) - Guinea-Bissau (1) - Haiti (1) - Honduras (-) - Hongkong (24) - Hviderusland (20) - Island (5) - Indien (-) - Indonesien (28) - Iran (64)¨ - Irak (14) - Irland (77) - Israel (48) - Italien (309) - Jamaica (3) - Japan (338) - Jordan (10) - Kasakhstan (11) - Kap Verde (2) - Kenya (9) - Kosovo - Kuwait (6) - Kina (308) - Kirgisistan (3) - Laos (1) - Letland (11) - Lesotho (2) - Libyen (3) - Litauen (67) - Macao (1) - Makedonien (2) - Madagaskar (1) - Malawi (1) - Malaysia (19) - Mali (2) - Malta (1) - Mauritius (2) - Mexico (71) - Moldova (2) - Mongoliet (8) - Montenegro (2) - Marokko (26) - Mozambique (1) - Namibia (10) - Nepal (2) - Nicaragua (3) - Niger (2) - Nigeria (23) - Nordkorea (2) - Norge (25) - Oman (2) - Pakistan (1) - Palæstina (1) - Panama (2) - Papua Ny Guinea (2) - Peru (6) - Polen (90) - Portugal (37) - Puerto Rico (4) - Rumænien (97) - Serbien (104) - Singapore (25) - Slovakiet (51) - Slovenien (61) - Sydafrika (137) - Sydkorea (205) - Sri Lanka (9) - Spanien (306) - Storbritannien (366) - Swaziland (2) - Sverige (152) - Tjekkiet (105) - Tyrkiet (103) - Tyskland (425) - Ukraine (203) - Ungarn (160) - USA (554) - Uruguay (17) - Usbekistan (70) - Venezuela (87) - Zimbabwe (31) - Østrig (71) |

## Discipliner
Denne kalender er baseret på legenes officielle program.
| ÅC | Åbningsceremoni | ● | Kvalificering | 1 | Finaler | AC | Afslutningsceremoni |

| September                                            | September                                            | 7. Ons  | 8. Tors | 9. Fre  | 10. Lør | 11. Søn | 12. Man  | 13. Tirs | 14. Ons  | 15. Tors | 16. Fre | 17. Lør | 18. Søn | Tot. |
| ---------------------------------------------------- | ---------------------------------------------------- | ------- | ------- | ------- | ------- | ------- | -------- | -------- | -------- | -------- | ------- | ------- | ------- | ---- |
| Ceremonier (åbningsceremonien/afslutningsceremonien) | Ceremonier (åbningsceremonien/afslutningsceremonien) | ÅC      |         |         |         |         |          |          |          |          |         |         | AS      |      |
| Atletik                                              | Atletik                                              |         | 10      | 20      | 16      | 19      | 14       | 19       | 14       | 19       | 16      | 25      | 5       | 177  |
| Boccia                                               | Boccia                                               |         |         |         | ●       | ●       | 3        | ●        | ●        | ●        | 4       |         |         | 7    |
| Bordtennis                                           | Bordtennis                                           |         | ●       | ●       | ●       | 5       | 8        | 8        | ●        | ●        | 4       | 4       |         | 29   |
| Bueskydning                                          | Bueskydning                                          |         |         |         | ●       | 1       | 1        | 1        | 1        | 1        | 2       | 2       |         | 9    |
| Cykling                                              | Landevejscykling                                     |         |         |         |         |         |          |          | 8        | 8        | 8       | 9       |         | 33   |
| Cykling                                              | Banecykling                                          |         | 4       | 5       | 5       | 3       |          |          |          |          |         |         |         | 17   |
| Fodbold                                              | Femmandshold                                         |         |         | ●       |         | ●       |          | ●        |          | ●        |         | 1       |         | 1    |
| Fodbold                                              | Syvmandshold                                         |         | ●       |         | ●       |         | ●        |          | ●        |          | 1       |         |         | 1    |
| Goalball                                             | Goalball                                             |         | ●       | ●       | ●       | ●       | ●        | ●        | ●        | ●        | 2       |         |         | 2    |
| Hestesport                                           | Hestesport                                           |         |         |         |         | ●       | ●        | 1        | 2        | 2        | 6       |         |         | 11   |
| Judo                                                 | Judo                                                 |         | 4       | 4       | 5       |         |          |          |          |          |         |         |         | 13   |
| Kørestolsbasketball                                  | Kørestolsbasketball                                  |         | ●       | ●       | ●       | ●       | ●        | ●        | ●        | ●        | 1       | 1       |         | 2    |
| Kørestolsfægtning                                    | Kørestolsfægtning                                    |         |         |         |         |         | 2        | 4        | 4        | 2        | 2       |         |         | 14   |
| Kørestolsrugby                                       | Kørestolsrugby                                       |         |         |         |         |         |          |          | ●        | ●        | ●       | ●       | 1       | 1    |
| Kørestolstennis                                      | Kørestolstennis                                      |         | ●       | ●       | ●       | ●       | 1        | 1        | 2        | 2        |         |         |         | 6    |
| Parakano                                             | Parakano                                             |         |         |         |         |         |          |          | ●        | 6        |         |         |         | 6    |
| Paratriatlon                                         | Paratriatlon                                         |         |         |         | 3       | 3       |          |          |          |          |         |         |         | 6    |
| Roning                                               | Roning                                               |         |         | ●       | ●       | 4       |          |          |          |          |         |         |         | 4    |
| Sejlsport                                            | Sejlsport                                            |         |         |         |         |         | ●        | ●        | ●        | ●        | ●       | 3       |         | 3    |
| Siddende volleyball                                  | Siddende volleyball                                  |         | ●       | ●       | ●       | ●       | ●        | ●        | ●        | ●        | 1       | 1       |         | 2    |
| Skydning                                             | Skydning                                             |         | 2       | 2       | 2       | 1       | 1        | 2        | 2        |          |         |         |         | 12   |
| Styrkeløft                                           | Styrkeløft                                           |         | 2       | 3       | 3       | 3       | 3        | 3        | 3        |          |         |         |         | 20   |
| Svømning                                             | Svømning                                             |         | 16      | 16      | 14      | 15      | 16       | 15       | 15       | 14       | 16      | 15      |         | 152  |
| Totale antal guldmedaljer                            | Totale antal guldmedaljer                            | 0       | 38      | 50      | 48      | 54      | 48       | 54       | 50       | 54       | 65      | 61      | 6       | 528  |
| Akkumuleret totale antal guldmedaljer                | Akkumuleret totale antal guldmedaljer                | 0       | 38      | 88      | 136     | 190     | 238      | 292      | 342      | 396      | 461     | 522     | 528     |      |
|                                                      |                                                      | 8. Tors | 9. Fre  | 10. Lør | 11. Søn | 12. Man | 13. Tirs | 14. Ons  | 15. Tors | 16. Fre  | 17. Lør | 18. Søn | Tot.    |      |